# Paul Anspach

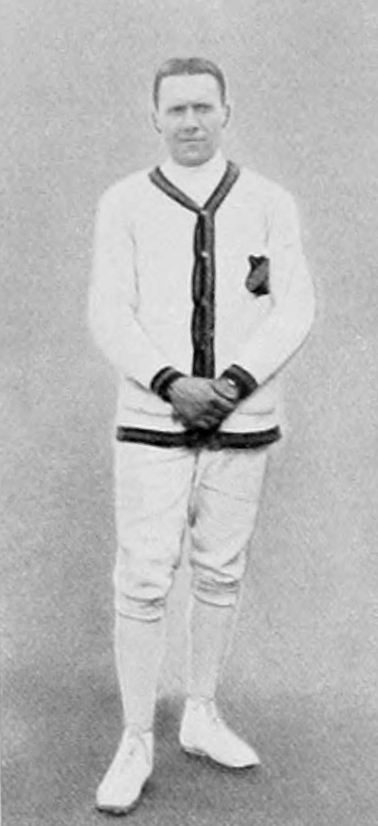
Paul Anspach bei den Olympischen Sommerspielen 1912

Paul Eugène Albert Anspach (* 1. April 1882 in Burcht; † 28. August 1981 in Brüssel) war ein belgischer Fechtsportler (Degen und Florett) und mehrfacher Medaillengewinner bei Olympischen Spielen. In den 1910er Jahren spielte er zudem Eishockey.

## Eishockey
Anspach spielte für die belgische Nationalmannschaft bei der Eishockey-Europameisterschaft 1911. Ein Jahr später trat er für die französische Auswahlmannschaft (Club des Patineurs de Paris) bei der LIHG-Meisterschaft 1912 an, bei der ausländische Spieler zugelassen waren.
Auf Vereinsebene spielte er für den Brussels IHC in der belgischen Meisterschaft.

## Fechten
- Bei den Olympischen Sommerspielen 1908 in London kam er durch zwei Siege im Degen-Einzelwettkampf auf Platz 5, ex-aequo mit dem Niederländer Alfred Labouchère und dem Briten Cecil Haig. Im Degen-Mannschaftswettkampf erreichte er (gemeinsam mit Désiré Beaurain, Fernand Bosmans, Fernand de Montigny, Ferdinand Feyerick, Francis Rom und Victor Willems) die Bronzemedaille, wobei er selbst 10 seiner 15 Kämpfe gewann.

- Bei den Olympischen Sommerspielen 1912 in Stockholm holte er sich im Degen Einzel mit sechs Siegen die Goldmedaille, ebenso mit der belgischen Degen-Mannschaft (außer Paul Anspach waren das sein Bruder Henri Anspach, Fernand de Montigny, Jacques Ochs, Gaston Salmon, Victor Willems und Robert Hennet). In seinen sieben eigenen Kämpfen gewann er hierbei sechsmal. Im Einzel-Florettfechten erreichte er zwar das Halbfinale, kam in der Gesamtwertung hierbei jedoch nur auf Platz 12.

- Nachdem 1916 aufgrund des Ersten Weltkrieges keine Olympischen Spiele stattfand, holte er bei den nächsten Olympischen Sommerspielen 1920 in Antwerpen mit seiner Degen-Mannschaft (außer ihm Léon Tom, Ernest Gevers, Felix Goblet d’Aviella, Maurice de Wee, Fernand de Montgny, Joseph de Craecker, Victor Boin und Philippe Le Hardy de Beaulieu) die Silbermedaille

- Desgleichen holte er die Silbermedaille bei den Olympischen Sommerspielen 1924 in Paris zusammen mit seiner Mannschaft (außer Anspach gehörten dazu Fernand de Montigny, Joseph de Craecker, Ernest Gevers, Léon Tom und Charles Delporte). Im Einzel-Degenwettkampf erreichte er zwar die Endrunde, kam letztendlich jedoch auf den 9. Platz.

## Funktionen im Fechtsport, Ehrung
Von 1909 bis 1928 war Anspach Kapitän der belgischen Degen-Nationalmannschaft.
Von 1933 bis 1948 war er Präsident der Fédération Internationale d’Escrime (Internationalen Fechtervereinigung), deren Generalsekretär er bereits zuvor war. Während des Zweiten Weltkriegs ruhte jedoch die Tätigkeit der FIE, nachdem die Gestapo ihre Unterlagen beschlagnahmte (die später nie wieder auftauchten). Paul Anspach war jüdischen Glaubens.
1976 erhielt Anspach den Olympischen Orden des IOC in Silber. 
Sein Bruder Henri Anspach war ebenfalls Fechter und bei den Olympischen Spielen 1912 im Goldgewinnerteam dabei.